# Limnebius bacchus
Limnebius bacchus är en skalbaggsart som beskrevs av Balfour-browne 1978. Limnebius bacchus ingår i släktet Limnebius och familjen vattenbrynsbaggar. Inga underarter finns listade i Catalogue of Life.